# Campionat del Món de natació en piscina curta de 2012
El Campionat del Món de natació en piscina curta de 2012 fou una competició esportiva que es realitzà entre els dies 12 i 16 de desembre de 2012 a la ciutat d'Istanbul (Turquia) sota l'organització de la Federació Internacional de Natació (FINA) i en piscina curta (25 metres). La competició se celebrà a les instal·lacions provisionals realitzades al Sinan Erdem Spor Salonu.

## Procés d'elecció
La ciutat d'Istanbul fou escollida com a seu del campionat del Món de nataició en piscina en reunió ordinària de la FINA realitzada el 12 d'abril de 2008 a la ciutat de Manchester (Regne Unit), sent escollida per davant de Viena (Àustria).

## Resum de medalles

### Categoria masculina
| Prova                    | Or | Or           | Plata | Plata    | Bronze | Bronze   |
| 50 m. lliures            | Vladimir Morozov · Rússia | 20.55 RN     | Florent Manaudou · França | 20.88    | Anthony Ervin · Estats Units                                                                                                  | 20.99    |
| 100 m. lliures           | Vladimir Morozov · Rússia | 45.65        | Tommaso D'Orsogna · Austràlia | 46.80    | Yevgeny Lagunov · Rússia | 46.81    |
| 200 m. lliures           | Ryan Lochte · Estats Units | 1:41.92      | Paul Biedermann · Alemanya | 1:42.07  | Conor Dwyer · Estats Units | 1:43.78  |
| 400 m. lliures           | Paul Biedermann · Alemanya | 3:39.15      | Hao Yun · R.P. de la Xina | 3:39.48  | Matthew Stanley · Nova Zelanda                                                                                                | 3:41.01  |
| 1500 m. lliures          | Gregorio Paltrinieri · Itàlia | 14:31.13     | Pál Joensen · Illes Fèroe | 14:36.93 | Mateusz Sawrymowicz · Polònia                                                                                                 | 14:38.29 |
|                          | |              | |          | |          |
| 50 m. esquena            | Robert Hurley · Austràlia | 23.04        | Matt Grevers · Estats Units | 23.17    | Stanislav Donets · Rússia | 23.19    |
| 100 m. esquena           | Matt Grevers · Estats Units | 49.89        | Stanislav Donets · Rússia | 49.91    | Guilherme Guido · Brasil | 50.50    |
| 200 m. esquena           | Radosław Kawęcki · Polònia | 1:48.48      | Ryan Lochte · Estats Units | 1:48.50  | Ryan Murphy · Estats Units | 1:48.86  |
|                          | |              | |          | |          |
| 50 m. braça              | Aleksander Hetland · Noruega | 26.30        | Damir Dugonjič · Eslovènia | 26.32    | Florent Manaudou · França | 26.33    |
| 100 m. braça             | Fabio Scozzoli · Itàlia | 57.10        | Damir Dugonjič · Eslovènia | 57.32    | Kevin Cordes · Estats Units                                                                                                   | 57.83    |
| 200 m. braça             | Dániel Gyurta · Hongria | 2:01.35 RC   | Michael Jamieson · Regne Unit | 2:03.00  | Viatcheslav Sinkevich · Rússia                                                                                                | 2:03.08  |
|                          | |              | |          | |          |
| 50 m. papallona          | Nicholas Santos · Brasil | 22.22 RC     | Chad le Clos · Sud-àfrica | 22.26    | Tom Shields · Estats Units | 22.46 RN |
| 100 m. papallona         | Chad le Clos · Sud-àfrica | 48.82 RC, AF | Tom Shields · Estats Units | 49.54    | Ryan Lochte · Estats Units | 49.59    |
| 200 m. papallona         | Kazuya Kaneda · Japó | 1:51.01 RC   | László Cseh · Hongria | 1:51.66  | Nikolay Skvortsov · Rússia | 1:52.33  |
|                          | |              | |          | |          |
| 100 m. estils            | Ryan Lochte · Estats Units | 51.21        | Kenneth To · Austràlia | 51.38    | George Bovell · Trinitat i Tobago                                                                                             | 51.66    |
| 200 m. estils            | Ryan Lochte · Estats Units | 1:49.63 RM   | Daiya Seto · Japó | 1:52.80  | László Cseh · Hongria | 1:52.89  |
| 400 m. estils            | Daiya Seto · Japó | 3:59.15 AS   | László Cseh · Hongria | 4:00.50  | Dávid Verrasztó · Hongria | 4:02.87  |
|                          | |              | |          | |          |
| relleus 4×100 m. lliures | Estats Units Anthony Ervin (47.28) · Ryan Lochte (45.64) · Jimmy Feigen (47.25) · Matt Grevers (46.23) · Garrett Weber-Gale* · Tyler Reed*                | 3:06.40      | Itàlia Luca Dotto (46.84) · Marco Orsi (45.94) · Michele Santucci (47.46) · Filippo Magnini (46.83)                                                               | 3:07.07  | Austràlia Tommaso D'Orsogna (46.68) · Kyle Richardson (46.92) · Travis Mahoney (47.32) · Kenneth To (46.35)                   | 3:07.27  |
| relleus 4×200 m. lliures | Estats Units Ryan Lochte (1:41.17) · Conor Dwyer (1:43.04) · Michael Klueh (1:43.04) · Matt McLean (1:43.99) · Garrett Weber-Gale* · Michael Weiss*       | 6:51.40      | Austràlia Tommaso D'Orsogna (1:42.49) · Jarrod Killey (1:42.82) · yle Richardson (1:44.59) · Robert Hurley (1:42.39) · Travis Mahoney*                            | 6:52.29  | Alemanya Paul Biedermann (1:41.93) · Dimitri Colupaev (1:42.96) · Christoph Fildebrandt (1:45.40) · Yannick Lebherz (1:42.93) | 6:53.22  |
| relleus 4×100 m. estils  | Estats Units Matt Grevers (50.00) · Kevin Cordes (57.15) · Tom Shields (48.66) · Ryan Lochte (45.22) · Ryan Murphy* · Mihail Alexandrov* · Anthony Ervin* | 3:21.03      | Rússia Stanislav Donets (50.10) · Viatcheslav Sinkevich (57.54) · Nikolay Skvortsov (50.27) · Vladimir Morozov (44.95) · Viacheslav Prudnikov* · Yevgeny Lagunov* | 3:22.86  | Austràlia Robert Hurley (50.44) · Kenneth To (57.44) · Grant Irvine (50.75) · Tommaso D'Orsogna (46.14) · Kyle Richardson*    | 3:24.77  |

- nedadors que participaren en les sèries

### Categoria femenina
| Prova                    | Or | Or             | Plata | Plata      | Bronze | Bronze   |
| 50 m. lliures            | Aleksandra Gerasimenya · Belarús | 23.64          | Francesca Halsall · Regne Unit | 23.87      | Jeanette Ottesen · Dinamarca | 24.00    |
| 100 m. lliures           | Britta Steffen · Alemanya | 52.31          | Megan Romano · Estats Units | 52.48      | Tang Yi · R.P. de la Xina | 52.73    |
| 200 m. lliures           | Allison Schmitt · Estats Units | 1:53.59        | Katinka Hosszú · Hongria | 1:54.31    | Melanie Costa · Espanya | 1:54.45  |
| 400 m. lliures           | Melanie Costa · Espanya | 4:01.18        | Chloe Sutton · Estats Units | 4:01.20    | Lauren Boyle · Nova Zelanda | 4:01.24  |
| 800 m. lliures           | Lauren Boyle · Nova Zelanda | 8:08.62 OC     | Lotte Friis · Dinamarca | 8:10.99    | Chloe Sutton · Estats Units | 8:15.53  |
|                          | |                | |            | |          |
| 50 m. esquena            | Zhao Jing · R.P. de la Xina | 25.95 RC       | Olivia Smoliga · Estats Units | 26.13 RN   | Aleksandra Urbanczyk · Polònia | 26.50    |
| 100 m. esquena           | Olivia Smoliga · Estats Units | 56.64          | Mie Nielsen · Dinamarca | 57.07 RN   | Simona Baumrtová · Txèquia | 57.18 RN |
| 200 m. esquena           | Daryna Zevina · Ucraïna | 2:02.24        | Bonnie Brandon · Estats Units | 2:03.19    | Duane Da Rocha · Espanya | 2:04.15  |
|                          | |                | |            | |          |
| 50 m. braça              | Rūta Meilutytė · Lituània | 29.44 RC, EU   | Alia Atkinson · Jamaica | 29.67 RN   | Sarah Katsoulis · Austràlia | 29.94    |
| 100 m. braça             | Rūta Meilutytė · Lituània | 1:03.52 RC, EU | Alia Atkinson · Jamaica | 1:03.80 RN | Rikke Møller Pedersen · Dinamarca | 1:04.05  |
| 200 m. braça             | Rikke Møller Pedersen · Dinamarca | 2:16.08 RC     | Laura Sogar · Estats Units | 2:16.93    | Kanako Watanabe · Japó | 2:19.39  |
|                          | |                | |            | |          |
| 50 m. papallona          | Lu Ying · R.P. de la Xina | 25.14          | Jiao Liuyang · R.P. de la Xina | 25.23      | Jeanette Ottesen · Dinamarca | 25.55    |
| 100 m. papallona         | Ilaria Bianchi · Itàlia | 56.13          | Liu Zige · R.P. de la Xina | 56.58      | Jemma Lowe · Regne Unit | 56.66    |
| 200 m. papallona         | Katinka Hosszú · Hongria | 2:02.20 RC, EU | Jiao Liuyang · R.P. de la Xina | 2:02.28    | Jemma Lowe · Regne Unit | 2:03.19  |
|                          | |                | |            | |          |
| 100 m. estils            | Katinka Hosszú · Hongria | 58.49 RC       | Rūta Meilutytė · Lituània | 58.79 RN   | Zhao Jing · R.P. de la Xina | 58.80    |
| 200 m. estils            | Ye Shiwen · R.P. de la Xina | 2:04.64 RC     | Katinka Hosszú · Hongria | 2:04.72    | Hannah Miley · Regne Unit | 2:07.12  |
| 400 m. estils            | Hannah Miley · Regne Unit | 4:23.14 RC, EU | Ye Shiwen · R.P. de la Xina | 4:23.33 AS | Katinka Hosszú · Hongria | 4:25.95  |
|                          | |                | |            | |          |
| relleus 4×100 m. lliures | Estats Units Megan Romano (52.86) · Jessica Hardy (53.32) · Lia Neal (52.44) · Allison Schmitt (52.39) · Shannon Vreeland* · Olivia Smoliga* | 3:31.01        | Austràlia Angie Bainbridge (53.04) · Marieke Guehrer (52.32) · Brianna Throssell (54.19) · Sally Foster (53.35)                                                                      | 3:32.90    | Dinamarca Mie Nielsen (53.07) · Pernille Blume (53.61) · Kelly Rasmussen (54.59) · Jeanette Ottesen (52.24)                                                    | 3:33.51  |
| relleus 4×200 m. lliures | Estats Units Megan Romano (1:56.03) · Chelsea Chenault (1:54.78) · Shannon Vreeland (1:55.43) · Allison Schmitt (1:53.01) · Jasmine Tosky*   | 7:39.25        | Rússia Veronika Popova (1:55.36) · Elena Sokolova (1:55.61) · Daria Belyakina (1:55.73) · Ksenia Yuskova (1:56.07)                                                                   | 7:42.77    | R.P. de la Xina Qiu Yuhan (1:57.30) · Pang Jiaying (1:56.72) · Guo Junjun (1:55.91) · Tang Yi (1:53.33) · Wang Fei*                                            | 7:43.26  |
| relleus 4×100 m. estils  | Dinamarca Mie Nielsen (56.73) · Rikke Møller Pedersen (1:03.48) · Jeanette Ottesen (56.49) · Pernille Blume (53.17)                          | 3:49.87        | Austràlia Rachel Goh (58.16) · Sarah Katsoulis (1:03.89) · Marieke Guehrer (56.36) · Angie Bainbridge (52.47) · Grace Loh* · Samantha Marshall* · Brianna Throssell* · Sally Foster* | 3:50.88    | Estats Units Olivia Smoliga (57.25) · Jessica Hardy (1:04.61) · Claire Donahue (57.67) · Megan Romano (51.90) · Laura Sogar* · Christine Magnuson* · Lia Neal* | 3:51.43  |

## Medaller
| Posició | País              | Or | Plata | Bronze | Total |
| 1       | Estats Units      | 11 | 8     | 8      | 27    |
| 2       | R.P. de la Xina   | 3  | 5     | 3      | 11    |
| 3       | Hongria           | 3  | 4     | 3      | 10    |
| 4       | Itàlia            | 3  | 1     | 0      | 4     |
| 5       | Rússia            | 2  | 3     | 4      | 9     |
| 6       | Dinamarca         | 2  | 2     | 4      | 8     |
| 7       | Alemanya          | 2  | 1     | 1      | 4     |
| 7       | Japó              | 2  | 1     | 1      | 4     |
| 9       | Lituània          | 2  | 1     | 0      | 3     |
| 10      | Austràlia         | 1  | 5     | 3      | 9     |
| 11      | Regne Unit        | 1  | 2     | 3      | 6     |
| 12      | Sud-àfrica        | 1  | 1     | 0      | 2     |
| 13      | Espanya           | 1  | 0     | 2      | 3     |
| 14      | Brasil            | 1  | 0     | 1      | 2     |
| 15      | Nova Zelanda      | 1  | 0     | 2      | 3     |
| 15      | Polònia           | 1  | 0     | 2      | 3     |
| 17      | Belarús           | 1  | 0     | 0      | 1     |
| 17      | Noruega           | 1  | 0     | 0      | 1     |
| 17      | Ucraïna           | 1  | 0     | 0      | 1     |
| 20      | Jamaica           | 0  | 2     | 0      | 2     |
| 20      | Eslovènia         | 0  | 2     | 0      | 2     |
| 22      | França            | 0  | 1     | 1      | 2     |
| 23      | Illes Fèroe       | 0  | 1     | 0      | 1     |
| 24      | Txèquia           | 0  | 0     | 1      | 1     |
| 24      | Trinitat i Tobago | 0  | 0     | 1      | 1     |
| Total   | Total             | 40 | 40    | 40     | 120   |

- Inicialment el danès Mads Glæsner aconseguí guanyar la medalla d'or en la prova dels 1500 m. lliures i la medalla de bronze en els 400 m. estils, sent desposseït el juny de 2013 en donar positiu per levomethamphetamina.[2]